# Wojsławice (województwo opolskie)
Wojsławice (niem. Woislawitz, 1936–1945 Kirchlindem)– wieś w Polsce, położona w województwie opolskim, w powiecie kluczborskim, w gminie Byczyna, nad rzeką Prosną, 6 km na wschód od Byczyny.
W latach 1975–1998 miejscowość należała administracyjnie do województwa opolskiego.

## Infrastruktura
Najbliższy przystanek kolejowy znajduje się w Byczynie. Do miejscowości możliwy jest też dojazd autobusami z Byczyny i Kluczborka.
Miejscowość jest zwodociągowana, przez podłączenie do wodociągu Kastel.
Od czerwca 1947 r. w miejscowości działa jednostka OSP.

## Nazwa
Nazwa miejscowości wywodzi się od staropolskiego imienia Wojsław oznaczającego sławnego wojownika. Topograficzny podręcznik Górnego Śląska z 1865 roku notuje miejscowość pod  polską nazwą Woisławice oraz zgermanizowaną Woislawitz'.

## Historia
Pierwsze wzmianki o miejscowości pochodzą z 1155 r. Pierwotnie Wojsławice należały do biskupa wrocławskiego. W 1241 r. miejscowość została zniszczona podczas najazdu mongolskiego. W 1383 r. Wojsławice stanowiły wraz z Sierosławicami całość, co zostało stwierdzone dokumentem księcia brzeskiego Ludwika I. Kolejnym właścicielem miejscowości była rodzina von Frankenberg.
W pierwszej połowie XVII w. Wojsławice nabył Ludwik Strasznik. Kolejnym właścicielem była rodzina von Baldwin, a następnie, od połowy XVIII w., rodzina von Gladis. W 1744 r. miejscowość otrzymała herb, przedstawiający orła w locie i rogi jelenia. W 1807 r. w miejscowości stacjonowali Francuzi, utrzymywani przez miejscową ludność. Właścicielem Wojsławic był w tym czasie Paweł von Berg. W 1855 r. majątek o wielkości 281 hm² (ha) nabył wyższy urzędnik podatkowy z Saksonii, Ludwik von Jordan. Po nim właścicielem był jego syn Karol. W XVII i XVIII w. w skład majątku wchodziły 2 młyny na rzece Prośnie.
27 maja 1936 r. w miejsce nazwy Woislawitz wprowadzono nazwę Kirchlinden. 18 stycznia 1945 r. z Wojsławic i sąsiednich miejscowości (Borek, Roszkowice i Sierosławice) wyruszyły kolumny ewakuacyjne w liczbie ok. 1000 ludzi i 180 wozów. Uciekinierzy, po przekroczeniu Odry w okolicy Brzegu, udali się w kierunku Sudetów. 2 marca tego samego roku 120 osób dotarło nad granicę niemiecko-czeską (reszta zginęła albo uległa rozproszeniu). Część uciekinierów powróciła następnie do Wojsławic, które w tym czasie były już zasiedlane osadnikami i repatriantami.

### Liczba mieszkańców
| Rok                | 1861 | 1925 | 1933 | 1939 | 1995 |
| Liczba mieszkańców | 172  | 103  | 92   | 94   | 84   |

## Kościół
Pierwszy kościół w miejscowości był drewniany. W 1877 r. w jego miejscu wybudowano obecny kościół murowany z cegły i kamienia. Do maja 1989 r. był to kościół ewangelicki, a później rzymskokatolicki. Został konsekrowany 17 września 1994 r. i jest filią parafii w Roszkowicach. Wokół kościoła znajduje się cmentarz.